# Pretending (Eric Clapton)
Pretending is een nummer van de Britse muzikant Eric Clapton uit 1989. Het is de eerste single van zijn elfde soloalbum Journeyman.
"Pretending" gaat over twee personages in een liefdesrelatie die uit elkaar drijven. De relatie kan alleen overleven door mentaal bedrog, waarbij het stel doet alsof ze goed voor elkaar zijn. Het nummer flopte in Claptons thuisland, het Verenigd Koninkrijk, met een 96e positie. In de Nederlandse Top 40 werd het wel een bescheiden succes met een 24e positie.

## Tracklijst
7"-single
1. "Pretending" - 4:48
2. "Hard Times" - 3:00